# Tom Frantzen
Tom Frantzen (* 16. November 1954 in Watermael-Boitsfort) ist ein belgischer Bildhauer, der insbesondere für seine humorvollen, meist figurativen Bronzen im öffentlichen Raum bekannt ist.
Er lebt und arbeitet in der Nähe von Brüssel. Seine oft monumentalen Werke stehen u. a. am Hafen von Antwerpen, im Museum für Schöne Künste in Tournai, im Hakone Open-Air-Museum in Japan, in Brüssel und Umgebung sowie in seinem Skulpturengarten „Die Pfade des Waaienbergs“.

## Leben
Der Vater von Tom Frantzen war Professor an den Freien Universitäten VUB und ULB in Brüssel. Seine Mutter, ebenfalls Akademikerin, widmete sich ab dem Alter von 50 Jahren ganz dem Malen und Zeichnen, nachdem ihre Eltern sie davon abgehalten hatten, Kunst zu studieren.
Frantzen besuchte die Grundschule auf Französisch, eine wissenschaftliche Sekundarschule auf Niederländisch und gleichzeitig die Abendschule der Akademie von Watermael-Boitsfort. Bereits als Kind zeigte er künstlerisches Talent, gewann Zeichenpreise und beteiligte sich erfolgreich an einem überregionalen Cartoon-Wettbewerb. Er veröffentlichte erste Cartoons in Zeitungen, bis sein Alter bekannt wurde. Diese frühe Auseinandersetzung mit satirischer Darstellung beeinflusste auch seine spätere Bildhauerei. Nach der Entscheidung zugunsten der Bildhauerei gegenüber der Architektur – seine Zeichenlehrer hatten die Meinung, dass er wie ein Bildhauer zeichnen würde – studierte er Monumentalbildhauerei an der Kunsthochschule (École nationale supérieure des arts visuels) in Brüssel. Sein Tutor, Rik Poot, lehrte ihn auch die „Technik des verlorenen Wachses“.
Nach einem Praktikum bei dem italienischen Gießereibetrieb Dimeo baute er im Jahr 1978 seine eigene Bronzegießerei auf und nutzte sie bis ins Jahr 1990; danach ließ er seine Arbeiten extern gießen. In seinem Atelier in Duisburg bei Brüssel widmet er sich dem Ziselieren, der Feinarbeit und den Gussformen für den Bronzeguss.
Nach seiner Ausbildung und den ersten Auszeichnungen entwickelte Frantzen einen unverwechselbaren Stil, den er selbst als „Flämische Fantastik von heute“ („Contemporary Flemish Fantastic Art“) bezeichnete. Diese vom menschlichen Verhalten inspirierte Form des satirischen Surrealismus ist gekennzeichnet durch eine Kombination aus Humor, Fantasie und der Verbindung von minimalistischen und organischen Formen mit technischen Objekten. Sie beginnt mit Bosch und Bruegel und geht über Ensor, Gustave Van De Woestyne und Frits van den Berghe bis in die Gegenwart.
Frantzens Tochter Delphine ist Illustratorin, Comicbuch-Autorin, Malerin, Straßenkünstlerin und Kunstlehrerin, in deren Arbeiten der Einfluss ihres Vaters erkennbar ist.

## Werk
Frantzens Skulpturen, oft im Rahmen von Wettbewerben entstanden, sind vor allem aus Bronze, oft in Kombination mit Beton, Stahl, Stein und Holz. Sie stehen häufig im öffentlichen Raum und laden zur Auseinandersetzung und Interaktion mit der städtischen Umgebung ein.
Frantzen zufolge sei die Menschheit tragisch und lächerlich zugleich; durch das Darstellen von Tieren wie Fröschen oder Ratten würden, wie in Fabeln, die menschlichen Fehler besser aufgedeckt.
Ein prägendes Merkmal seiner Werke ist der Humor. Er hat versucht, den speziellen Humor des im Verschwinden begriffenen flämischen Dialekts Zwanze in seinen Straßenskulpturen am Leben zu halten – eine Art „visuelle Zwanze“ mit Anklängen an das Absurde, den Spott und den Surrealismus. Dieser volkstümliche Brüsseler Humor vereint Ironie, Groteske und eine gewisse respektlose Subversion. Frantzen transformiert ihn in eine bildhauerische Ausdrucksform, die Alltagsszenen überzeichnet, Autoritäten karikiert und dabei bewusst die Grenze zwischen Realität und Fantasie verwischt. Beispiele hierfür sind die Skulptur von Madame Chapeau in Brüssel – eigentlich Amelie Vanbeneden, die bekannteste Figur des 1938 von Joris Hanswijck und Paul van Stalle geschaffenen Theaterstücks Bossemans & Coppenolle, sowie die Skulptur Zinneke, ebenfalls in Brüssel.

## Auszeichnungen
Frantzen gewann im Jahr 1981 den seit 1881 vergebenen Prix Godecharle. Zu diesem Wettbewerb zugelassen sind Künstler und Architekten mit Staatsangehörigkeit eines EU-Landes, die seit mindestens zwei Jahren in Belgien wohnen und nicht älter als 35 Jahre sind. Zahlreiche bekannte Künstler wie Victor Horta und Rik Poot gehörten zu den Preisträgern.
Im Jahr 1990 gewann Frantzen im Rahmen der 3. Rodin Grand Prix-Ausstellung für sein Werk „Metapher 1“ einen von vier Sonderpreisen. Die Veranstaltung fand im Utsukushi-ga-hara-Kunstmuseum in der Präfektur Nagano in Japan statt. Die Gewinner wurden aus 442 Einsendungen aus 31 Ländern ausgewählt.
Am 26. August 2024 hat die Belgische Post Briefmarkenbögen mit 10 gummierten Briefmarken im Wert von je 1 € ausgegeben, die drei Skulpturen von Frantzen zeigen: Auf der Marke ist „Die Venus von Duisburg“ aus dem Jahr 2007 zu sehen (eine nackte Frau, die auf einem Schwein reitet, die rechte Hand mit erhobener Peitsche), auf dem Bogen „Li Belle Hippo“ aus dem Jahr 2009 (ein fliegendes Nilpferd mit Libellenflügeln), sowie die „Chatmikaze“ aus dem Jahr 2005 (ein Katzenkopf mit einem Helm). Zusätzlich wurde auch ein Ersttagsbrief mit der Marke mit einer Auflage von 1.800 Stück ausgegeben.

## Ausgewählte Werke
Im Jahr 2002 gewann Frantzen einen von der Vlaamse Gemeenschapscommissie (VGC) ausgeschriebenen Wettbewerb zur Gestaltung eines Denkmals für Pieter Bruegel den Älteren. Das geplante Werk bestand aus einer dreiteiligen Skulpturengruppe: Bruegel beim Malen, „De rijstpapeter“ (deutsch: Der Reisfresser), inspiriert von Bruegels Gemälde De Dulle Griet, sowie „De ezel op school“ (deutsch: Der Esel in der Schule), basierend auf einer Zeichnung Bruegels, die einen Esel zeigt, der versucht, Latein zu lernen – eine satirische Darstellung der Unveränderlichkeit der Natur. Obwohl die VGC insgesamt 150.000 Euro für das Projekt bereitstellte, wurde nur Bruegel beim Malen schließlich im Jahr 2015 an der Kapellekerk in Brüssel aufgestellt. Die Stadt Brüssel verweigerte die Aufstellung der beiden anderen Skulpturen, obwohl sie bereits fertiggestellt waren; Frantzen bewahrt diese Werke seitdem auf seinem Grundstück auf.
Die Installation „Opmars van de menselijke waanzin“ (deutsch: Das Fortschreiten des menschlichen Wahnsinns) besteht aus einem großen surrealistischen Karnevalszug, der Missstände, Grausamkeiten, Korruption und Untaten auf komische, groteske Weise präsentiert und anprangert. Erste Skizzen dafür machte Frantzen Anfang der 1980er Jahre. In den Jahren von 2010 bis 2017 entstand schließlich eine Prozession von Menschen und Tieren aus allen Zeiten und Zivilisationen. Auf mittlerweile 26 Metern Länge marschieren diese zusammen, um den Leuchtturm der Demokratie zu Fall zu bringen, der von Gorillas verteidigt wird. Auf dem Leuchtturm sitzt als Hoffnung gegen den Wahnsinn die Eule der Weisheit. Frantzen möchte seine Installation im Jahr 2026 fertigstellen.
Die Statue von Jacques Brel, benannt L'envol (deutsch: Der Flug), entstand zu Ehren des 40. Todestages des Musikers. Sie steht seit dem Jahr 2017 in Brüssel in der Nähe des Sitzes der Jacques-Brel-Stiftung auf einem runden Podest mit Plattenspieler, Schallplatten, Stöckelschuhen und Bonbons, vor Brel ein altes Mikrofon; er singt und hat seine Arme leidenschaftlich ausgebreitet.

## Werke
| Bild | Werk | Jahr der Installation                  | Lage                                                                                     | Beschreibung |
| ---- | --- | -------------------------------------- | ---------------------------------------------------------------------------------------- | --- |
|      | De Zuiveringsengel (Der Reinigungsengel)                                                                      | 1984                                   | Im Skulpturengarten des Künstlers                                                        | Ein Engel mit Gasmaske, der mit ausgestreckten linken Arm mit dem Zeigefinger zeigt, im erhobenen linken Arm eine Fanfare. |
|      | De Vaartkapoen (Der Kanalschurke)                                                                             | 1985 Erstellung, 1994 Installation     | Brüssel, Pl. Sainctelette 1                                                              | Ein Polizist wird von einem aus einem Gully auftauchenden Jugendlichen zu Fall gebracht. „Kanalschurken“ waren ursprünglich Brüsseler Hafenarbeiter, die sich gegen die österreichischen Besatzer auflehnten; heute eher ein Symbol für jugendlichen Widerstand mit lokalem Humor. Der Polizist ähnelt Agent 15 aus den Abenteuern von Quick und Flupke. |
|      | Ernest Claes & De Witte                                                                                       | 1985                                   | Zichem, Pater Beckxstraat                                                                | Der Roman De Witte von Ernest Claes, in Zichem geboren, erschien im Jahr 1920. Sein jugendlicher Protagonist namens Filasse ist auf den Schultern des Schriftstellers zu sehen. |
|      | Methapore 1                                                                                                   | 1990                                   | Hakone Open Air Museum, Japan                                                            | |
|      | Running Culture (Laufkultur)                                                                                  | 1991                                   | Utsukushi Ga Mara Open Air Museum, Japan                                                 | |
|      | Vaders en Zonen (Väter und Söhne)                                                                             | 1982                                   | Antwerpen ZOO                                                                            | |
|      | Bier na Wijn geeft Venijn, Wijn na Bier geeft Plezier (Bier nach Wein ist Gift, Wein nach Bier ist Vergnügen) | 1982                                   | Schaarbeek, Huis van de Kunsten – Kasteel Eenens, Haachtse Steenweg                      | |
|      | Onder de regen (Unter dem Regen)                                                                              | 1993                                   | Zwijndrecht                                                                              | Ein nacktes Mädchen mit einem aufgespannten Regenschirm sitzt im Nacken eines überdimensionalen Frosches. |
|      | De Orde van de Welp (Der Orden der Jungen)                                                                    | 1994                                   | Tervuren, Kerkstraat                                                                     | Ein Pfadfinder-Junge mit Wanderstab, der mit der erhobenen rechten Hand das Victory-Zeichen zeigt, zu seinen Füßen ein Eichhörnchen und ein scheuer Hase. |
|      | The Congo I presume (Der Kongo, nehme ich an)                                                                 | 1997                                   | Tervuren, Garten des AfricaMuseums, Leuvensesteenweg                                     | Ein Denkmal zum hundertjährigen Jubiläum der „Kolonialausstellung“ (1897–1997). |
|      | Het Zinneke                                                                                                   | 1999                                   | Brüssel, Ecke der Rue des Chartreux und Rue du Vieux Marché aux Grains                   | An einen Pfahl urinierender Hund in Ergänzung zu Manneken-Pis und Jeanneke-Pis. Im Brüsseler Dialekt bedeutet „Zinneke“ in etwa „räudiger Straßenköter“. |
|      | Pierre De Geyter                                                                                              | 1999                                   | Gent, Vorgarten des Industriemuseums                                                     | Pierre Degeyter ist der Komponist des Arbeiterlieds Die Internationale. |
|      | Wannes van Lichtert                                                                                           | 2000                                   | Lichtaart-Kasterlee, Leistraat                                                           | Auf einem Sandsteinsockel, der die Namen der Weiler von Lichtaart trägt, blickt der Hirte Wannes, begleitet von seinem Hund, auf den leuchtenden Schein, der ihm aus der Erde entgegenkommt; nach einer der vielen Legenden, die sich um die Entstehung des Dorfes ranken.                                                                               |
|      | Madame Chapeau                                                                                                | 2000                                   | Brüssel, Ecke Rue du midi und Rue des Moineaux                                           | „Madame Chapeau“ ist eine ältere Dame, deren Rolle in dem belgischen Theaterstück Bossemans et Coppenolle normalerweise von männlichen Schauspielern gespielt wird, daher die großen Hände. |
|      | Billie & Bollie                                                                                               | 2000                                   | Jette, Bollie en Billierotonde zwischen Heymboschlaan und Van Engelandlaan               | Boule & Bill ist eine Comic-Reihe des belgischen Comiczeichners Jean Roba. |
|      | De Bruiloft (Die Hochzeit)                                                                                    | 2001                                   | Brugelette, Pairi Daiza Tiergarten                                                       | |
|      | Pieter Bruegel                                                                                                | 2002 Erstellung, 2015 Teilinstallation | Brüssel, Kapelleplein                                                                    | Pieter Bruegel der Ältere beim Malen vor seiner Staffelei, die Leinwand als Symbol für seine Weltoffenheit ist nur ein Fenster; auf seiner Schulter ein Affe, Symbol für den satirischen Geist des Malers. |
|      | Onder dezelfde Hemel (Unter demselben Himmel)                                                                 | 2004                                   | Sint-Pieters Woluwe, Kreuzung Roger Vandendrieschestraat und Julius Caesarstraat         | |
|      | The Bandundu Water Jazzband                                                                                   | 2005                                   | Tervuren, Kreisverkehr Tervurenlaan und Leuvense Steenweg                                | Die Band besteht aus drei Fröschen, einer Eidechse, einem Nilpferd, einem Pelikan, zwei Krokodilen und einer Schildkröte. |
|      | Jan Cornelis Van Rijswijck                                                                                    | 2006                                   | Antwerpen, Napoleonkaai, ’t Eilandje                                                     | Jan Van Rijswijck war Bürgermeister von Antwerpen. |
|      | De Renaissance van De Droom (Die Wiedergeburt des Traums)                                                     | 2007                                   | Steenokkerzeel, Kreisverkehr des Tervuursesteenweg                                       | Eine Schar von Wildgänsen, die im Begriff sind, zu fliegen, wird von einem Mann mit Flügeln verfolgt. Zum 500-jährigen Bestehen der Luftfahrt. |
|      | De eerste droom van Saint-Exupéry (Der erste Traum von Saint-Exupéry)                                         | 2007                                   | Steenokkerzeel, Kreisverkehr des Tervuursesteenweg                                       | Das acht Meter hohe Kunstwerk zeigt einen Kranichschwarm, der durch ein kreisförmiges Loch in einer Betonplatte fliegt, die an das Leitwerk eines Flugzeugs erinnert. Auf dem führenden Kranich sitzt der Kleine Prinz. Zum 500-jährigen Bestehen der Luftfahrt offiziell eingeweiht.                                                                    |
|      | Li Belle Hippo                                                                                                | 2009                                   | Tournai, Musée des Beaux Arts, Rue de Enclos Saint Martin                                | |
|      | De acrobaten (Die Akrobaten)                                                                                  | 2012                                   | Antwerpen                                                                                | Drei balancierende Elefanten. |
|      | De muzikant (Der Musikant)                                                                                    | 2012                                   | Tervuren, vor der Sint-Jan Evangelistkerk                                                | Marschierender Musikant mit großer Trommel vor dem Bauch. |
|      | Kraanvogels voor Tim (Kraniche für Tim)                                                                       | 2014                                   | Tervuren, Warande Park auf der kleinen Insel vor dem Spanish House, Spanish Housedreef 1 | |
|      | Het Schildersatelier (Das Maleratelier)                                                                       | 2015                                   | Tervuren, Kerkstraat                                                                     | Ein Affe in seinem Atelier. |
|      | Jean Stampe                                                                                                   | 2015                                   | Antwerpen, Stampe & Vertongenmuseum am Flughafen, Luchthavenlaan Deurne                  | Jean Stampe war der Mitbegründer des belgischen Flugzeugherstellers Stampe & Vertongen. |
|      | Jacques Brel                                                                                                  | 2017                                   | Brüssel, Oud Korenhuis                                                                   | Siehe unter Ausgewählte Werke. |
|      | De Pezzesnaaer (Der Pfirsichpflücker)                                                                         | 2018                                   | Eizer, Greysboomkapel, Duisburgsesteenweg                                                | Hommage an die Spezialität des Dorfes Eizer, den Pfirsichanbau. |
|      | De Vrolijke Slinger (Die fröhliche Schar)                                                                     | 2018                                   | Troyes, Quai La Fontaine, Frankreich                                                     | Skulpturengruppe aus einer Gruppe von Kindern mit Schwimmreifen, Fotoapparat, Eimer, Krokodil, aufblasbarem Flamingo und Hai, die von einem Pinguin, einer Ente mit Schnorchelausrüstung und einem Hund begleitet werden. |
|      | Wacht op mij (Wartet auf mich)                                                                                | 2018                                   | Troyes, Quai Dampierre, Frankreich                                                       | Humorvolles und poetisches Werk mit einem kleinen Hund, der eine Gruppe von Vögeln erschreckt und sie zum Fliegen bringt. |
|      | Hergé | 2019                                   | Louvain-La-Neuve, Rue du Labrador                                                        | Statue des belgischen Zeichners Hergé mit seiner Katze und den Figuren von Tim und Struppi. |
|      | De Opmars van de Menselijke Waanzin (Das Fortschreiten des menschlichen Wahnsinns)                            | 2010 ff.                               | Im Skulpturengarten des Künstlers                                                        | Thematisierung der unmenschlichen Menschlichkeit im Lauf der Zeit. Siehe unter Ausgewählte Werke. |
|      | Het wetenschappelijk brein (Das wissenschaftliche Gehirn)                                                     |                                        |                                                                                          | Illustration der intensiven Aktivität im Kopf eines Wissenschaftlers. |